# Schenkung von Todes wegen
Die Schenkung von Todes wegen ist ein lebzeitiges Schenkungsversprechen, dessen Wirksamwerden durch den Tod des Zuwendenden befristet und durch das Überleben des Empfängers bedingt ist, § 2301 Abs. 1 BGB. Wird die Schenkung noch zu Lebzeiten des Schenkers vollzogen, gelten die Bestimmungen der §§ 516 ff. BGB.
Im römischen Recht ist die „Schenkung von Todes wegen“ als donatio mortis causa seit der späten Republik bezeugt. Sie wurde regelmäßig bereits unter Lebenden vollzogen, konnte bei Zweckverfehlung jedoch zur Kondiktion des Zugewendeten führen.

## Voraussetzungen im deutschen Recht
Zunächst muss ein Schenkungsversprechen im Sinne der §§ 516 ff. BGB vorliegen, welches an eine Überlebensbedingung geknüpft ist. Die Schenkung soll davon abhängig sein, dass der Beschenkte den Schenker überlebt. Beispielsweise sagt A zu B: „Du sollst meinen Oldtimer erhalten, wenn ich tot bin.“ Eine Schenkung unter Lebenden würde lauten: „Hiermit schenke ich Dir meinen Oldtimer“. Letztere würde schenkungsrechtlich, nicht aber erbrechtlich behandelt werden, klargestellt in § 2301 Abs. 2 BGB.
Abzustellen ist auf den Willen des zuwendenden Schenkers. Zweifelsfragen können entstehen, wenn unklar ist, ob der Bedachte allein oder auch dessen Erben durch die Schenkung bedacht sein sollen. Dies ist per Auslegung zu ermitteln. Soll nur der Bedachte persönlich beschenkt werden, liegt eine Bedingung vor. Sollen (generationsübergreifend) auch die Erben des Bedachten in den Genuss der Schenkung kommen, handelt es sich um eine – auf den Tod des Zuwendenden betagte – Schenkung, auf die §§ 516 ff. BGB anwendbar sind.
Gemäß § 2301 Abs. 2 BGB darf die Schenkung nicht bereits zu Lebzeiten des Schenkers vollzogen sein, was bedeutet, dass über den bloßen (obligatorischen) Vertrag hinaus eine Zuwendung erfolgt sein muss. Ansonsten greifen die §§ 516 ff. BGB. Was Vollzug im Rahmen des Schenkungsrechts bedeutet, hängt von der Auslegung ab, ob unter Lebenden oder von Todes wegen geschenkt werden soll. Grundsätzlich bedeutet Vollzug, dass das Vermögen des Schenkers unmittelbar und sofort um die Schenkung gemindert wird. Für eine Schenkung von Todes wegen wird recht einhellig darauf abgestellt, dass der Bedachte ein Anwartschaftsrecht auf dauerhaften Erwerb der Sache erhält. Nach dieser Auffassung muss der Schenker alles dafür getan haben, dass sich der Rechtserwerb ohne weiteres Zutun von selbst vollendet und einseitig nicht mehr verhindert werden kann. Nach h. M. richtet sich die Form des Schenkungsversprechens nach den für den Erbvertrag geltenden, strengeren Regeln des § 2276 BGB. 
Die versprochene Leistung muss als Zuwendung aus dem Nachlass behandelt werden, weshalb gemäß § 2087 BGB zu ermitteln ist, ob ein Vermächtnis oder Erbeinsetzung beabsichtigt ist.

## Voraussetzungen im römischen Recht
Die donatio mortis causa ist in verschiedenen Erscheinungsformen überliefert. Hauptsächlich handelt es sich um den Fall, dass der Schenker sich vor einer drohenden Todesgefahr sieht und dem Beschenkten die Zuwendung unmittelbar zukommen lässt. Überlebte er den Beschenkten oder realisierte sich der Tod beim Schenker nicht, durfte er die Zuwendung zurückverlangen (per condictio), da Zweckverfehlung vorlag. Auch sind Fälle bekannt, bei denen ein Motiv, wie bevorstehende Todesgefahr, keine Voraussetzung für die Schenkungsabsicht war. Den Fällen ist gemeinsam, dass die Schenkung unmittelbar vollzogen wurde.
Seltener war der Fall, dass die Schenkung aufschiebend bedingt abgeschlossen wurde. Der Rechtserwerb sollte erst mit dem Tod des Schenkers eintreten, wenn der Beschenkte zu dem Zeitpunkt noch lebte. Papinian wird als Quelle noch für einen differenzierteren Fall genannt, der wohl noch aus dem altzivilen Recht herrührt. Danach hatte die Übereignung fiduziarischen Charakter und stand von Anfang an unter dem Vorbehalt eines Rückübertragungsanspruchs (vergleichbar heutigen Sicherungsabreden).
Die von den Legaten (Vermächtnissen) bekannten Rechtsbeschränkungen wurden auch auf die Schenkungen angewendet. Die Beschränkungen gingen von den (in der Praxis häufig umgangenen) „Luxusgesetzen“ der leges Papia Poppaea und Voconia aus. Aber auch Gegenmaßnahmen, wie der Erbschaftsschutz aus der lex Falcidia, wurden unter den Severern auf die Schenkung von Todes wegen erstreckt. Erbrechtliche Inkapazitäten, wie sie durch die Augusteischen Ehegesetze normiert worden waren, wurden durch einen Senatsbeschluss (senatus consultum), der aus der Zeit um Vespasian und Hadrian stammte, auf die donatio mortis causa übertragen. Nach den Regeln der Fideikommisse konnte eine donatio beschwert werden.
Die Bezeichnung mortis causa capere führte begrifflich alle Verfügungen zusammen, die durch den Tod eines anderen veranlasst waren und nicht aus Erbfolge oder Vermächtnis herrührten. Dazu zählten die beschriebene donatio mortis causa und Fallgestaltungen, bei denen ein Erbe mit einem Legat beschwert war oder Zuwendungen an Dritte weiterzureichen hatte. Der Erwerb beim Dritten war in diesem Zusammenhang mortis causa capio.